# Emil Gustafson i Vimmerby
Emil August Gustafson (i riksdagen kallad Gustafson i Vimmerby), född 20 december 1887 i Vimmerby, död där 25 december 1976, var en svensk lantbrukare och politiker (fram till 1932 frisinnad, därefter bondeförbundare).
Emil Gustafson var lantbrukare utanför Vimmerby, där han också hade lokalpolitiska uppdrag. Han var även en framträdande gestalt i den lokala bonderörelsen.
Han var riksdagsledamot i andra kammaren från urtima riksdagen 1919 till utgången av 1920 (för Kalmar läns norra valkrets) samt 1922-1948 (för Kalmar läns valkrets). Fram till 1932 tillhörde han Frisinnade landsföreningen och anslöt sig således till dess riksdagspartier Liberala samlingspartiet respektive, efter den liberala partisplittringen 1923, Frisinnade folkpartiet, men 1933 övergick han till Bondeförbundet. I riksdagen tillhörde han jordbruksutskottet som suppleant 1925-1934 samt som ledamot 1935-1939, 1940-1943 samt 1944-1948. Också genom ett antal egna riksdagsmotioner engagerade han sig i jordbruksfrågor.